# Model standardowy

Cząstki elementarne, z których zbudowana jest znana materia: dwanaście fermionów (po sześć kwarków i leptonów), cztery bozony cechowania przenoszące oddziaływania oraz bozon Higgsa, mający nadawać masę cząstkom, z którymi oddziałuje

Diagram przedstawiający powiązania pomiędzy cząstkami elementarnymi

Model standardowy – teoria fizyki cząstek podstawowych, zwanych też cząstkami elementarnymi, które są podstawowymi składnikami każdej materii. Opisuje trzy z czterech (z wyjątkiem grawitacji) oddziaływań podstawowych: elektromagnetyczne, słabe i silne. Sformułowana jest w języku matematyki, opisując relacjami matematycznymi zależności między elementami tej teorii. Opiera się na koncepcji pola Yanga-Millsa.
Model standardowy jest jedną z najważniejszych teorii współczesnej fizyki, jego podstawy teoretyczne zaczęto formułować w latach 70. XX wieku. W latach 80. potwierdzono większość jego przewidywań doświadczalnie. W 2012 roku odkryto bozon Higgsa.
Model standardowy zawarł w sobie, rozbudował, bądź wyjaśnił wcześniejsze teorie, takie jak teoria cząstek elementarnych (kształtująca się od początku XX wieku), mechanika kwantowa, chromodynamika kwantowa czy teoria elektrosłaba (łącząca oddziaływania elektromagnetyczne i słabe jako różne przejawy tego samego oddziaływania).

## Opis wniosków wynikających z modelu standardowego
W mechanice kwantowej funkcjonuje podział na dwie grupy cząstek: fermiony i bozony. Model standardowy postuluje istnienie zarówno jednych jak i drugich.

### Fermiony jako budulec materii
Fermiony są podstawowymi elementami budującymi materię. Materię trwałą, która nas otacza, tworzą następujące cząstki: elektron, kwark górny (u) oraz kwark dolny (d). Dwa kwarki górne i jeden dolny (uud) tworzą proton, a jeden kwark górny i dwa dolne (udd) tworzą neutron. Wiązanie to znane jest jako oddziaływanie silne. Protony i neutrony, łącząc się, tworzą jądra atomowe. Do tej grupy cząstek należy też neutrino elektronowe.
Opisane wyżej cząstki (elektron, neutrino elektronowe, kwark dolny i górny) tworzą pierwszą z trzech grup cząstek zwanych generacjami. W każdej generacji występują cztery cząstki odpowiadające cząstkom z pierwszej generacji (lecz o różnej masie). Drugą generację tworzą cząstki: mion, neutrino mionowe, kwark dziwny (s) i kwark powabny (c), zaś trzecią: taon, neutrino taonowe, kwark denny (b) i kwark szczytowy (t).
W sumie model określa dwanaście podstawowych fermionów. Dwa w każdej grupie nazywamy leptonami, a dwa pozostałe kwarkami.
Istnienie czwartej i następnych generacji nie jest zabronione przez model. Jednak obserwacje średniego czasu życia cząstek wskazują, że istnieją tylko trzy rodziny fermionów. Rozumowanie to opiera się na następującym fakcie: im więcej jest możliwych sposobów, na które może się rozpaść cząstka, tym krócej ta cząstka żyje. Większa ilość cząstek związana z istnieniem wyższych generacji dostarczyłaby nowych kanałów rozpadu. Obserwowane cząstki żyją na tyle długo, że istnienie czwartej generacji wydaje się wykluczone, chyba że odpowiadające jej nowe neutrino miałoby masę większą od ok. 45 GeV/c² (połowa masy bozonu Z). Wtedy cząstka Z0 nie mogłaby się rozpadać na parę neutrino – antyneutrino czwartej generacji. Wszystkie znane neutrina mają masy mniejsze od kilku eV/c² i dlatego istnienie czwartej rodziny nie wydaje się naturalne.
| Fermion                  | Symbol      | Ładunek elektryczny | Ładunek słaby | Ładunek silny (kolor) | Masa ∙ c²   |
| Generacja 1              | Generacja 1 | Generacja 1         | Generacja 1   | Generacja 1           | Generacja 1 |
| ------------------------ | ----------- | ------------------- | ------------- | --------------------- | ----------- |
| Elektron                 | e−          | −1                  | −1/2          | 0                     | 0,511 MeV   |
| Neutrino elektronowe     | νe          | 0                   | +1/2          | 0                     | < 50 eV     |
| Kwark górny              | u           | +2/3                | +1/2          | R/G/B                 | ~ 5 MeV     |
| Kwark dolny              | d           | −1/3                | −1/2          | R/G/B                 | ~10 MeV     |
| Generacja 2              |             |                     |               |                       |             |
| Mion                     | μ−          | −1                  | −1/2          | 0                     | 105,6 MeV   |
| Neutrino mionowe         | νμ          | 0                   | +1/2          | 0                     | < 0,5 MeV   |
| Kwark powabny            | c           | +2/3                | +1/2          | R/G/B                 | ~1,5 GeV    |
| Kwark dziwny             | s           | −1/3                | −1/2          | R/G/B                 | ~100 MeV    |
| Generacja 3              |             |                     |               |                       |             |
| Taon                     | τ−          | −1                  | −1/2          | 0                     | 1,784 GeV   |
| Neutrino taonowe         | ντ          | 0                   | +1/2          | 0                     | < 70 MeV    |
| Kwark wysoki (prawdziwy) | t           | +2/3                | +1/2          | R/G/B                 | 178 GeV     |
| Kwark niski (piękny)     | b           | −1/3                | −1/2          | R/G/B                 | ~4,7 GeV    |

### Bozony jako nośniki oddziaływań
W modelu standardowym oddziaływania przenoszone są przez specjalne cząstki/pola (w mechanice klasycznej rolę medium stanowiło wyłącznie pole). Oddziaływanie polega na wytworzeniu lub pochłonięciu cząstki przenoszącej oddziaływanie.
- Oddziaływanie elektromagnetyczne przenoszone jest przez foton. Oddziaływanie to odbywa się poprzez wytworzenie lub pochłonięcie fotonu.
- Oddziaływanie słabe, powodujące między innymi rozpady beta, przenoszone jest przez bozony W+ i W− oraz Z0.
- Oddziaływanie silne, łączące kwarki w hadrony, przenoszone jest przez osiem rodzajów gluonów, sposób oddziaływania (rodzaj gluonu) oznaczany jest właściwością nazywaną kolorem gluonu.

### Cząstka Higgsa
Model standardowy przewiduje też istnienie cząstki, która oddziałując z innymi cząstkami nadaje im masę – jest to bozon Higgsa (głównie dotyczy nadawania masy elektronowi, nie dotyczy nadawania masy protonowi i neutronowi, których masa wynika z innego mechanizmu). Istnienie tej cząstki udało się potwierdzić doświadczalnie w 2012 roku. 4 lipca 2012 dwa niezależne zespoły naukowców z CERN ogłosiły, że wykryły nowy bozon charakteryzujący się cechami przypisywanymi bozonowi Higgsa. Wyniki detektora CMS (ang. Compact Muon Solenoid) wskazują, że ma ona masę 125,3 ± 0,6 GeV/c². Zbadane właściwości dowodzą, że jest to bozon Higgsa, ale nie pozwalają na razie stwierdzić, czy istotnie ten przewidziany przez model standardowy. Nie można wykluczyć, że jest pierwszą cząstką z bardziej rozbudowanego sektora Higgsa, np. z modelu supersymetrycznego.

### Niewiadome
Model standardowy jest potwierdzony doświadczalnie, lecz nie jest w pełni satysfakcjonujący z teoretycznego punktu widzenia.
- Ma 19 swobodnych parametrów (np. masy cząstek), które należy wyznaczyć doświadczalnie, gdyż teoria nie wyjaśnia ich wartości.
- Obliczenia masy Wszechświata nie zgadzają się z obserwowaną ilością materii we Wszechświecie, brakującą materię nazywa się ciemną materią.
- W podstawowej wersji nie uwzględnia mas neutrin.

Fizycy budują nowe teorie próbujące rozszerzyć model standardowy np. teorie wielkiej unifikacji, supersymetria, teoria superstrun. Następcą będzie być może minimalny supersymetryczny model standardowy.